# Aste-Béon
Aste-Béon – miejscowość i gmina we Francji, w regionie Nowa Akwitania, w departamencie Pireneje Atlantyckie.
Według danych na rok 1990 gminę zamieszkiwało 159 osób, a gęstość zaludnienia wynosiła 8 osób/km² (wśród 2290 gmin Akwitanii Aste-Béon plasuje się na 1017. miejscu pod względem liczby ludności, natomiast pod względem powierzchni na miejscu 534.).